# Абад, Пасита
Пасита Аба́д (англ. Pacita Abad; 5 октября 1946, Баско, Филиппины — 7 декабря 2004, Сингапур) — американо-филиппинская художница. Родилась в Баско, на небольшом острове в северной части Филиппин, между Лусоном и Тайванем. Её 30-летняя художественная карьера началась во время поездки в Соединённые Штаты, куда она уехала повышать уровень своего образования. Её работы выставлялись более чем в 200 музеях, галерей и других площадок, в их числе и 75 персональных выставок по всему миру. Работы художницы сегодня можно увидеть в государственных, корпоративных и частных коллекциях в более чем 70 странах.

## Биография
В 1967 году Абад получила степень бакалавра политологии в Филиппинском университете. В 1970 году она приехала в Соединённые Штаты, намереваясь изучать юриспруденцию, но вместо этого в 1972 году получила степень бакалавра и магистра (мА) по Истории Азии в университете Lone Mountain (Сан-Франциско). В это же время, в Калифорнии, она выходит замуж за Джека Гаррити, студента Стэнфорда, позже получившего степень магистра по экономике международного развития. Абад училась живописи в школе искусств Коркоран в Вашингтоне (федеральный округ Колумбия) и Лиге студентов-художников в Нью-Йорке. За всю свою творческую карьеру Пасита получила множество наград, но первая — за искусство TOYM (1984 год), стала самой запоминающейся в её жизни. Она жила на 5 континентах и работала более чем в 80 странах, включая Гватемалу, Мексику, Индию, Афганистан, Йемен, Судан, Мали, Папуа-Новая Гвинею, Камбоджу и Индонезию. Умерла 7 декабря 2004 года от рака лёгких.

## Творчество
Её ранние работы носили метафоричный социо-политический характер, в большинстве своём это были портреты или примитивные маски. В другой цикл её работ входили большие картины, на которых изображались подводный мир, тропические цветы и животные дикой природы. Однако самый масштабный и объёмный её цикл — это её яркие и красочные абстрактные работы — множество огромных полотен и несколько мелких коллажей, выполненных на различных материалах от холста и бумаги, до лубяной ткани, металла, керамики и стекла. Всего Абад создала более 4000 работ. Она разрисовала 55-метровый Алкаффский мост в Сингапуре, нанеся 2350 разноцветных кругов.
Абад разработала технику рисования трапунто (названную по аналогии с техникой квилтинга), в которой используются элементы шитья для придания картинам элемента объёмности и скульптурного эффекта. Затем она стала встраивать в поверхность своих картин такие материалы как зеркала, бусины, ракушки, пластиковые кнопки и другие предметы.

## Память
6 декабря 2014 года в Метрополитен-музее Манилы к десятилетию дня смерти художницы открыта бронзовая скульптура в натуральную величину.